# Чахино
Ча́хино — деревня в составе Чахинского сельского поселения Мценского района Орловской области России.

## Название
Поселение имело и другие названия — Калашниково, Тулино (вероятно по фамилии владельцев).

## География
Расположена в 13 км от районного центра Мценска на автодороге Мценск — деревня Пятово в полутора км от реки Ядринка.

## История
Поселение имело статус сельца, т. е. наличие господского дома и относилось к приходу Покровской церкви села Подбелевец Мценского уезда. В «Списке населённых мест … » за 1866 год упоминается Чахино как владельческое (помещичье) сельцо при прудах и колодцах, располагается в 1 стане на Новосильской дороге от города Мценска. Имелось 19 крестьянских дворов. 

## Население
| Годы      | 1866 | 2010 |
| --------- | ---- | ---- |
| Население | 137  | ↘98  |